# Список министров по охране окружающей среды Германии
Данный список представляет глав федерального министерства по охране окружающей среды Германии и учреждений, выполнявших соответствующие функции. Охватывает исторический период с момента основания министерства (в 1971-м в ГДР, и 1986-м в ФРГ) по настоящее время.

## Министры по охране окружающей среды, охраны природы и ядерной безопасности Федеративной Республики Германия, 1986—1990

Герб ФРГ

| Имя             | Дата вступления в должность | Дата снятия с должности | Партия |
| --------------- | --------------------------- | ----------------------- | ------ |
| Вальтер Вальман | 6 июня 1986                 | 22 апреля 1987          | ХДС    |
| Клаус Тёпфер    | 7 мая 1987                  | 2 октября 1990          | ХДС    |

## Министры по охране окружающей среды и водному хозяйствуГерманской Демократической Республики, 1971—1990

Герб ГДР

| Имя            | Дата вступления в должность | Дата снятия с должности | Партия    |
| -------------- | --------------------------- | ----------------------- | --------- |
| Вернер Титель  | 29 ноября 1971              | 25 декабря 1971         | ДКПГ      |
| Ханс Райхельт  | 25 декабря 1971             | 11 января 1990          | ДКПГ      |
| Петер Дидерих  | 11 января 1990              | 12 апреля 1990          | ДКПГ      |
| Карл Штейнберг | 12 апреля 1990              | 2 октября 1990          | ХДС в ГДР |

## Министры по охране окружающей среды, охраны природы и ядерной безопасностиФедеративной Республики Германия, 1990-сегодня

Герб ФРГ

### Министры по охране окружающей среды, охраны природы и ядерной безопасности, 1990—2013
| Имя             | Дата вступления в должность | Дата снятия с должности | Партия  |
| --------------- | --------------------------- | ----------------------- | ------- |
| Клаус Тёпфер    | 3 октября 1990              | 17 ноября 1994          | ХДС     |
| Ангела Меркель  | 17 ноября 1994              | 27 октября 1998         | ХДС     |
| Юрген Триттин   | 27 октября 1998             | 18 октября 2005         | Зелёные |
| Зигмар Габриэль | 22 октября 2005             | 27 октября 2009         | СДПГ    |
| Норберт Рёттген | 28 октября 2009             | 22 мая 2012             | ХДС     |
| Петер Альтмайер | 22 мая 2012                 | 17 декабря 2013         | ХДС     |

### Министры по охране окружающей среды, охраны природы, строительства и ядерной безопасности, 2013—2018
| Имя              | Дата вступления в должность | Дата снятия с должности | Партия |
| ---------------- | --------------------------- | ----------------------- | ------ |
| Барбара Хендрикс | 17 декабря 2013             | 14 марта 2018           | СДПГ   |

### Министры по охране окружающей среды, охраны природы и ядерной безопасности, 2018—2021
| Имя           | Дата вступления в должность | Дата снятия с должности | Партия |
| ------------- | --------------------------- | ----------------------- | ------ |
| Свенья Шульце | 14 марта 2018               | 8 декабря 2021          | СДПГ   |

### Министры по охране окружающей среды, охраны природы, ядерной безопасности и защиты прав потребителей, 2021-
| Имя          | Дата вступления в должность | Дата снятия с должности | Партия            |
| ------------ | --------------------------- | ----------------------- | ----------------- |
| Штеффи Лемке | 8 декабря 2021              | в должности             | Союз 90 / Зелёные |